# Kaikan Phrase
Kaikan Phrase (jap. 快感♥フレーズ, Kaikan Furēzu) ist eine Manga-Reihe der japanischen Zeichnerin Mayu Shinjo. Die Reihe auch wurde als Anime-Fernsehserie und Videospiel umgesetzt.
Das Werk lässt sich den Genre Shōjo, Romantik und Drama zuordnen.

## Handlung
Die High-School-Schülerin Aine Yukimura verliert ihren Songtext, den sie für einen Songwettbewerb geschrieben hatte. Sakuya Ōkochi ist Mitglied der Band Λucifer und das Objekt der Begierde für Millionen von Frauen. Gerade er findet Aines Text und komponiert daraus einen Song. Plötzlich wird das Mädchen die offizielle Songschreiberin der Band und nimmt das männliche Pseudonym Yukihiko an, um ihre Identität zu schützen. Λucifer sind für ihre sinnlichen Songtexte und die gut aussehenden Bandmitglieder bekannt, zu denen neben Sakuya auch Towa, Yuki, Atsuro und Santa gehören. Wenn sich Aine und Sakuya begegnen, fühlen sie sich zueinander hingezogen und finden, was ihnen in ihrem Leben noch gefehlt hat. Die Beziehung zwischen dem Sänger und der Songschreiberin wird auf eine harte Probe gestellt, denn durch Sakuyas Popularität wird Aine nicht nur das Opfer von eifersüchtigen Fans, sondern auch von Neidern, die Sakuya stürzen wollen, indem sie Aine verletzen. Doch Sakuyas starker Wunsch, seine Liebste zu beschützen, treibt ihn zur Weißglut und er verliert immer häufiger seine Geduld, sodass er von seinen Bandmitgliedern beruhigt werden muss.

## Charaktere
Aine Yukimura (jap. 雪村 愛音)
Aine ist eine Hauptfigur der Manga-Reihe und ein eher schüchternes, aber glückliches Mädchen der High School. Als sie von einem Auto fast angefahren wird, bekommt sie von Sakuya eine Karte für sein nächstes Konzert im Tokyo-Dome. Dort hört sie plötzlich ihren verlorenen Songtext auf der Bühne. Als Lyrikerin verdient sich Aine einen eigenen Platz in der Band. Sie weiß was die Fans von Λucifer  wollen und schreibt das in ihren Texten nieder.
Sakuya Ōkochi (jap. 大河内 咲也)
Sakuya ist ebenfalls eine Hauptfigur und Leadsänger der angesagten Rockband Λucifer. Er ist für seine bemerkenswerten blauen Augen bekannt, die er von seinem amerikanischen Vater geerbt hat. Wie seine Mutter sang er früher und spielte Klavier für Klub-Gäste. Um mehr Geld zu verdienen, arbeitete er auch als männliche Hostess. Wegen seiner schweren Kindheit hat Sakuya das Vertrauen in Menschen verloren. Als er Aines Songtext  findet, drängt er sie noch weitere Texte für Λucifer zu schreiben. Anfangs denkt er nur an sich und benutzt Aine nur, doch nach einer Weile beginnt er echte Gefühle für das Mädchen zu entwickeln. Sakuya hat einen Halbbruder namens Ralph Grazer.
Yukifumi „Yuki“ Todo (jap. 藤堂 雪文)
Yuki ist einer der Gründer der Band und ein alter Freund von Santa. Der Gitarrist ist die starke Führungskraft der Gruppe und trägt die meiste Verantwortung. Als ältester Sohn einer traditionellen Theaterfamilie wird er vor eine harte Entscheidung gestellt, als er einen Plattenvertrag bekommt. Als er sich für die Band entscheidet, wird er von seinem Vater verleugnet. Später erkennt man jedoch, dass die beiden ein freundliches Verhältnis zueinander haben.
Kazuto „Towa“ Sakuma (jap. 佐久間和斗)
Wegen Towas  androgynem gutem Aussehen, das größtenteils an seinem langen blonden gewellten Haar liegt, liegen dem Bassist nicht nur Frauen zu Füßen, sondern auch Männer fallen vor ihm in Ohnmacht. Doch wegen seines Aussehens wird Towa auch häufig geärgert, was ihm aber gleichgültig ist. Ihm ist nur die Meinung seiner Freundin Miya wichtig. Miya ist die offizielle Maskenbildnerin von Λucifer und seit Kindertagen mit Towa befreundet. Sie ist ein sehr einfacher Mensch und ergänzt sich total mit Towa.
Yoshihiko „Santa“ Nagai (jap. 永井良彦)
Santa spielt Schlagzeug in der Band und hat seinen Kosenamen, weil er am ersten Weihnachtsfeiertag geboren wurde. Santa ist ein eher gelassener, aber durchaus lauter Typ. Über seine Geschichte ist im Vergleich zu seinen Bandkollegen eher wenig bekannt. Früher spielte er zusammen mit seiner Freundin Yumi.
Atsuro Kiryū (jap. 桐生 敦郎)
Atsuro ist ein freundlicher und froher Charakter. Er ist seit langem mit seiner Stiefschwester Yūka zusammen, versucht die Beziehung aber mit allen Mittel vor seinen Eltern, der Presse und seinen Bandkollegen geheim zu halten. Am Ende kommt jedoch raus das alle in der Band, außer Sakuya, von seiner Beziehung wussten. So kommen Yūka und Atsuro zu dem Entschluss es auch der restlichen Welt mitzuteilen.

## Manga
Der Manga von Mayu Shinjo erschien von 1997 bis 2000 im Manga-Magazin Shōjo Comic des Verlags Shogakukan. Die Kapitel wurde auch in 18 Tankōbon zusammengefasst, von denen einer als Sonderband erschienen ist.
Die Reihe erschien bei Viz Media auf Englisch als Sensual Phrase, bei Pika Édition auf Französisch und beim Verlag Editorial Ivréa auf Spanisch. Editions Star Comics veröffentlichte den Manga im italienischen Magazin Amici.
Auf Deutsch erschien der Manga zuerst im Magazin Manga Twister des Verlags Egmont Manga und Anime, später folgte eine Veröffentlichung in Sammelbänden. Von diesen sind bisher 17 erschienen.

## Anime
Im Jahr 1999 produzierte das Studio Hibari zum Manga eine Anime-Fernsehserie mit 44 Folgen. Dabei führte Hiroko Tokita Regie und das Charakter-Design stammt von Yumi Nakayama. Die Serie wurde vom 20. April 1999 bis zum 25. März 2000 auf dem Sender TV Tokyo ausgestrahlt.

### Synchronsprecher
| Rolle         | japanischer Sprecher (Seiyū) |
| ------------- | ---------------------------- |
| Aine Yukimura | Atsuko Enomoto               |
| Sakuya Ōkochi | Masaya Matsukaze             |
| Atsuro Kiryū  | Ken’ichi Suzumura            |
| Yuki          | Shin’ichirō Miki             |
| Towa          | Susumu Chiba                 |
| Santa         | Takahiro Sakurai             |

### Musik
Die Musik der Serie wurde komponiert von Susumu Akitagawa. Für die Vorspanne wurde folgende Titel verwendet:
- サバイバル von GLAY
- Datenshi Blue (堕天使BLUE) von Λucifer
- C no Binetsu (Cの微熱) von Λucifer
- TOKYO幻想[イリュージョン] von Λucifer

Für die Abspanne fanden folgende Lieder Verwendung:
- Everlasting von FEEL
- Shinkirō (蜃気楼) von FEEL
- Overhead Run von Transtic Nerve
- love around von e.mu
- Datenshi Blue (堕天使BLUE) von Λucifer

Der Soundtrack wurde auf zwei CDs im Februar und im März 2000 in Japan veröffentlicht.

## Videospiel
Im Februar 2000 erschien in Japan das Musikspiel Kaikan Phrase: Datenshi Kōrin für die Konsole PlayStation. Das Spiel wurde entwickelt von der Firma Produce und vertrieben von Enix.